# Tatjana Lemaczko
Tatjana Lemaczko, ros. Татьяна Мефодиевна Лемачко, niem. Tatjana Lematschko (ur. 16 marca 1948 w Moskwie, zm. 17 maja 2020 w Zurychu) – radziecka szachistka, w latach 1974–1982 reprezentująca Bułgarię, w późniejszym okresie obywatelka Szwajcarii, arcymistrzyni od 1977 roku.

## Kariera szachowa
W połowie lat 70. awansowała do ścisłej światowej czołówki, do której należała przez następną dekadę. Pierwszy znaczący sukces w rozgrywkach o tytuł mistrzyni świata uzyskała w roku 1976, dzieląc III miejsce (wraz z Alexandrą van der Mije) w turnieju międzystrefowym w Rozendaal. W dogrywce pokonała reprezentantkę Holandii i w 1977 w Sofii spotkała się w I rundzie meczów pretendentek z Jeleną Achmyłowską, której uległa po zaciętym meczu w stosunku 5½ - 6½. W kolejnym turnieju międzystrefowym podzieliła w Alicante I miejsce (wraz z J.Achmyłowską) i w roku 1980 spotkała się w Odessie z Martą Lityńską, przegrywając spotkanie 2½ - 5½. Po raz trzeci do grona pretendentek awansowała w roku 1982, zajmując III lokatę w Bad Kissingen i również po raz trzeci zakończyła swój start w gronie pretendentek w I rundzie, ulegając w 1983 w Alicante Nanie Aleksandriji w stosunku 4½ - 5½. W turniejach międzystrefowych wystąpiła jeszcze dwukrotnie (Kuala Lumpur 1990, Kiszyniów 1995), nie osiągając jednak zadowalających rezultatów.
W latach 1974–2010 piętnastokrotnie wystąpiła na szachowych olimpiadach (4 razy reprezentując Bułgarię, a 10 - Szwajcarię), w tym 13 razy za I szachownicy. Jest pięciokrotną olimpijską medalistką: drużynowo brązową (1974 oraz indywidualnie złotą (1986), srebrną (1988) i dwukrotnie brązową (1974, 1984). Poza tym pięciokrotnie (w latach 1992–2007) wystąpiła w drużynowych mistrzostwach Europy.
Wielokrotnie startowała w mistrzostwach Szwajcarii, zwyciężając w latach 1984, 1986, 1995, 1997,  2003, 2004, 2006, 2008, 2009 i 2010.
najwyższej na światowej liście FIDE sklasyfikowana była 1 stycznia 1977, z wynikiem 2335 punktów zajmowała wówczas 4. miejsce (za Noną Gaprindaszwili, Ałłą Kusznir oraz Naną Aleksandrią). Najwyższy ranking w karierze osiągnęła 1 stycznia 1988, z wynikiem 2370 punktów dzieliła wówczas 15-16. miejsce na światowej liście FIDE, jednocześnie zajmując 1. miejsce wśród szwajcarskich szachistek.